# Трюбнер, Вильгельм
Генрих Вильгельм Трю́бнер (нем. Heinrich Wilhelm Trübner; 3 февраля 1851[…], Гейдельберг — 21 декабря 1917[…], Карлсруэ) — немецкий художник из так называемого «круга Лейбля», работавший в реалистической, натуралистической и в последние годы импрессионистской манере.

## Биография
Вильгельм сначала решил продолжить дело отца и обучился ювелирному делу. В 1867 году он познакомился с Ансельмом Фейербахом, который воодушевил его заняться живописью. Трюбнер учился живописи в Государственной академии художеств в Карлсруэ в 1867—1868 годах у Феодора Дица. В 1868 году он перевёлся в художественную академию в Мюнхене и продолжил занятия у Александра Вагнера. На 1-й Международной художественной выставке в Мюнхене огромное впечатление на Трюбнера произвели работы Гюстава Курбе и Вильгельма Лейбля.
Трюбнер переехал в Штутгарт, чтобы продолжить обучение у Ханса Канона. Однако уже в 1870 году он вернулся в Мюнхен и занимался у Вильгельма фон Дица. Он познакомился с Альбертом Лангом и Карлом Шухом, вместе с которыми ездил писать пейзажи вокруг Штарнбергского озера. В это время Трюбнер лично познакомился с Лейблем, который посоветовал ему обрести независимость от академической системы обучения. Трюбнер стал работать в художественной мастерской с Лангом и Хансом Томой и находился в тесной связи с так называемым «кружком Лейбля».
В 1872 году Вильгельм Трюбнер отправился в свои первые длительные зарубежные путешествия. Первая поездка состоялась в Италию, затем в последующие годы Трюбнер побывал в Голландии и Бельгии. В 1875 году Трюбнер окончательно поселился в Мюнхене. После 1877 году в своём творчестве он обратился к мифологическим и литературным сюжетам, работая в натуралистической манере. В 1880-е годы Трюбнера связывали дружеские отношения с Ловисом Коринтом, Максом Слефогтом и Максом Либерманом. Как и Томе, Трюбнеру помогал с заказами франкфуртский архитектор Симон Рафенштейн. В 1889 году берлинская галерея «Гурлитт» организовала выставку работ Вильгельма Трюбнера.
После выставки Трюбнер вновь обратился к пейзажной живописи. В 1895 году он переехал во Франкфурт и работал в Штеделевском художественном институте. Его работы по теории искусства были опубликованы в 1892 и 1898 годах. В 1901 году Трюбнер вступил в Берлинский сецессион. В 1903—1917 годах Трюбнер служил профессором в Государственной академии художеств в Карлсруэ, а в 1904—1910 годах занимал пост её директора. В 1911 году местное объединение художников организовало крупную выставку работ Вильгельма Трюбнера, за которой последовала выставка в Берлинском сецессионе в 1913 году.
В 1917 году Вильгельма Трюбнера пригласили на работу в Берлинскую академию художеств, но он не смог принять это предложение по состоянию здоровья. Трюбнер умер в том же году. Похоронен на Главном кладбище Карлсруэ.